# Plopsaqua Mechelen
Pour les articles homonymes, voir Plopsaqua.
Plopsaqua Mechelen est un parc aquatique belge en projet de la commune de Malines. Il sera le troisième parc Plopsaqua, après Plopsaqua De Panne et Plopsaqua Hannut-Landen. Mechelen est le nom flamand de Malines.

## Historique
L'ouverture du parc aquatique est prévue initialement en 2023 à côté de Technopolis. Un permis de construire est déposé en 2021, le coût du projet est de quarante-cinq millions d'euros, soit trois fois plus que Plopsaqua De Panne et deux fois plus que Plopsaqua Hannut-Landen.
En 2022, il est prévu d'ouvrir la piscine fin 2024 ou début 2025 et le budget est de cinquante millions d'euros. La commission provinciale des permis environnementaux, comme l'agence de la nature et des forêts, fait perdre du temps à Plopsa, et en septembre 2022 la demande de construction est retirée. Steve Van den Kerkhof indique néanmoins « mais nous n'abandonnons pas encore, arrêter n'est pas dans mon dictionnaire » (« Maar we geven nog niet op, stoppen staat niet in mijn woordenboek »). Une nouvelle demande de construction est envisagée et la commune de Malines accepte finalement le permis d'environnement en juin 2024,.